# Trem ligeiro de Bona
O trem ligeiro de Bona é um sistema de trem ligeiro que serve a cidade alemã de Bona.